# Etu-Reittu
Etu-Reittu är en ö i Finland. Den ligger i sjön Pihlajavesi och i kommunen Nyslott i den ekonomiska regionen  Nyslott  och landskapet Södra Savolax, i den sydöstra delen av landet, 280 km nordost om huvudstaden Helsingfors. Öns area är 0,9 hektar och dess största längd är 160 meter i nord-sydlig riktning.